# Rock Master
Il Rock Master è un Master Internazionale di arrampicata sportiva ad inviti che si tiene tutti gli anni ad Arco.
La peculiarità del Rock Master è che la prova di difficoltà si svolge in due manche, una a vista e una lavorata. Solitamente il venerdì gli atleti effettuano una ricognizione della via lavorata, il sabato si svolge la prova a vista e la domenica quella lavorata.

## Storia
La storia del Rock Master è legata a quella delle prime gare internazionali della storia dell'arrampicata. Nel 1985 infatti si disputò per la prima volta Sportroccia a Bardonecchia. L'anno successivo l'evento venne legato a una tappa presso la parete del Colodri di Arco. Proprio sulla parete del Colodri nel 1987 si disputò il primo Rock Master. L'anno successivo la gara abbandonò la roccia e da quel momento viene disputata solo su artificiale presso un ampio spiazzo alla base del Colodri.
Dal 1999 oltre alla specialità lead, si disputa anche quella boulder, denominata Sint Roc Boulder Contest e quella di speed.
La competizione si svolge solitamente il primo weekend di settembre, con alcune eccezioni:
- nel 2010 è stata anticipata a luglio come pre-evento del Campionato del mondo di arrampicata che si sarebbe svolto nel 2011. Invece delle solite due manche (lavorato e a vista) si è disputata una competizione classica solo a vista in tre turni: qualificazioni, semifinali e finali.
- nel 2011 invece del Rock Master si è svolto a luglio ad Arco il Campionato del mondo di arrampicata 2011. Il titolo del Rock Master è stato comunque assegnato con la prova del Duello, una competizione che si è disputata al termine del Campionato del mondo e a cui hanno partecipato i primi sedici atleti e atlete della classifica lead.[1]
- nel 2015 e nel 2019 il Climbing Stadium di Arco ha ospitato, in concomitanza con il Rock Master, i Campionati Mondiali giovanili di arrampicata.

Nel 2012 e 2013 la prova di speed è stata valevole anche come tappa di Coppa del mondo.

## Arco Rock Legends
Dal 2006 durante la manifestazione una giuria composta dai rappresentanti delle più importanti riviste mondiali del settore assegna gli Arco Rock Legends, due premi considerati gli Oscar dell'arrampicata:
- Wild Country Rock Award (fino al 2015 Salewa Rock Award): all'atleta che ha avuto i migliori risultati in falesia, su vie monotiro a spit, e nel bouldering
- La Sportiva Competition Award: al migliore atleta che ha gareggiato nella precedente stagione agonistica mondiale.

## Albo d'oro

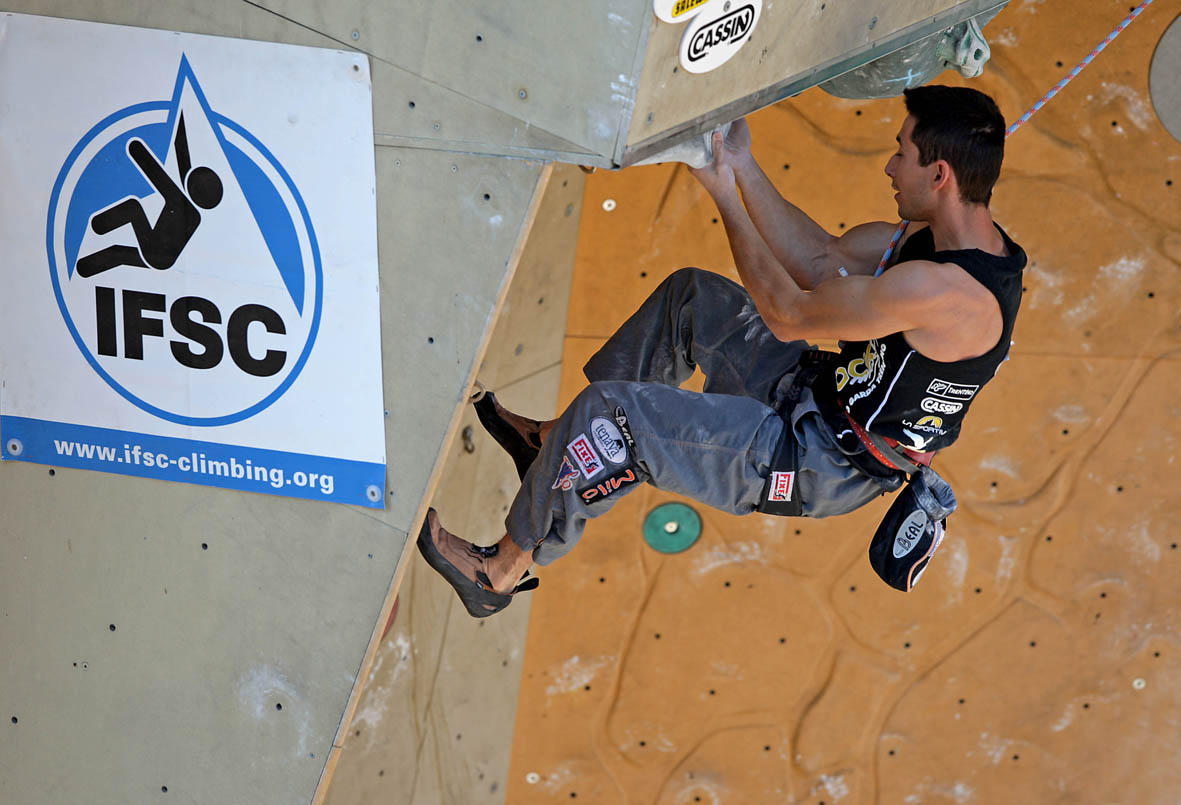
Ramón Julián Puigblanque, il maggior vincitore del Rock Master, impegnato nell'edizione 2007

### Lead
| Anno | Uomini                                          | Donne                        |
| ---- | ----------------------------------------------- | ---------------------------- |
| 1987 | Stefan Glowacz                                  | Lynn Hill                    |
| 1988 | Stefan Glowacz Patrick Edlinger                 | Lynn Hill                    |
| 1989 | Didier Raboutou                                 | Lynn Hill                    |
| 1990 | François Legrand                                | Lynn Hill                    |
| 1991 | Yuji Hirayama                                   | Isabelle Patissier           |
| 1992 | Stefan Glowacz                                  | Lynn Hill                    |
| 1993 | Elie Chevieux                                   | Susi Good                    |
| 1994 | François Legrand                                | Robyn Erbesfield             |
| 1995 | François Lombard                                | Laurence Guyon               |
| 1996 | François Lombard                                | Katie Brown                  |
| 1997 | François Legrand                                | Katie Brown                  |
| 1998 | François Legrand                                | Liv Sansoz                   |
| 1999 | Eugeny Ovtchinnikov                             | Muriel Sarkany               |
| 2000 | Eugeny Ovtchinnikov                             | Muriel Sarkany               |
| 2001 | Christian Bindhammer Tomás Mrázek Yuji Hirayama | Muriel Sarkany Martina Cufar |
| 2002 | Alexandre Chabot                                | Sandrine Levet               |
| 2003 | Alexandre Chabot                                | Angela Eiter                 |
| 2004 | Alexandre Chabot                                | Angela Eiter                 |
| 2005 | Ramón Julián Puigblanque                        | Angela Eiter                 |
| 2006 | Ramón Julián Puigblanque                        | Sandrine Levet               |
| 2007 | Ramón Julián Puigblanque                        | Angela Eiter                 |
| 2008 | Patxi Usobiaga                                  | Johanna Ernst                |
| 2009 | Ramón Julián Puigblanque                        | Angela Eiter                 |
| 2010 | Ramón Julián Puigblanque                        | Jain Kim                     |
| 2012 | Ramón Julián Puigblanque                        | Angela Eiter                 |
| 2013 | Ramón Julián Puigblanque                        | Mina Markovic                |
| 2014 | Sachi Amma                                      | Magdalena Röck               |
| 2015 | Adam Ondra                                      | Hélène Janicot               |

### Boulder
| Anno | Uomini               | Donne              |
| ---- | -------------------- | ------------------ |
| 1999 | Daniel Andrada       | Elena Choumilova   |
| 2000 | Tomasz Oleksy        | Natalia Novikova   |
| 2001 | Salavat Rakhmetov    | Corinne Théroux    |
| 2002 | Mauro Calibani       | Ol'ga Jakovleva    |
| 2003 | Mauro Calibani       | Olga Bibik         |
| 2004 | Matthias Müller      | Mélanie Son        |
| 2005 | Kilian Fischhuber    | Mélanie Son        |
| 2006 | Nalle Hukkataival    | Anna Stöhr         |
| 2007 | Gareth Parry         | Anna Stöhr         |
| 2008 | Kilian Fischhuber    | Katharina Saurwein |
| 2009 | Kilian Fischhuber    | Alizée Dufraisse   |
| 2010 | Cédric Lachat        | Anna Stöhr         |
| 2012 | Dmitrij Šarafutdinov | Alex Puccio        |
| 2013 | Rustam Gelmanov      | Alex Puccio        |
| 2014 | Jernej Kruder        | Alex Puccio        |
| 2016 | Adam Ondra           | Katharina Saurwein |
| 2017 | Jongwon Chon         | Alex Puccio        |
| 2018 | Aleksej Rubcov       | Fanny Gibert       |
| 2021 | Adam Ondra           | Laura Rogora       |
| 2022 | Jakob Schubert       | Chaeyhun Seo       |
| 2024 | Yannick Flohé        | Jessica Pilz       |

### Speed
| Anno | Uomini                | Donne             |
| ---- | --------------------- | ----------------- |
| 1999 | Vladimir Zakharov     |                   |
| 2000 | Alexei Gadeev         |                   |
| 2001 | Iakov Soubotine       |                   |
| 2002 | Tomasz Oleksy         |                   |
| 2003 | Alexei Gadeev         |                   |
| 2004 | Tomasz Oleksy         |                   |
| 2005 | Tomasz Oleksy         |                   |
| 2006 | Sergey Sinitsyn       |                   |
| 2007 | Evgenij Vajcechovskij |                   |
| 2008 | Manuel Escobar        | Olena Ryepko      |
| 2009 | Libor Hroza           | Edyta Ropek       |
| 2010 | Libor Hroza           | Cuilian He        |
| 2012 | Leonardo Gontero      | Alina Gaydamakina |
| 2013 | Libor Hroza           | Alina Gaydamakina |
| 2014 | Libor Hroza           | Anouck Jaubert    |

### Duello
| Anno                             | Uomini                          | Donne              |
| -------------------------------- | ------------------------------- | ------------------ |
| 1987                             | Stefan Glowacz                  | Lynn Hill          |
| 1988                             | Stefan Glowacz Patrick Edlinger | Lynn Hill          |
| 1989                             | Didier Raboutou                 | Lynn Hill          |
| 1990                             | François Legrand                | Lynn Hill          |
| 1991                             | Yuji Hirayama                   | Isabelle Patissier |
| 1992                             | Stefan Glowacz                  | Lynn Hill          |
| 1993                             | Elie Chevieux                   | Susi Good          |
| 1994                             | François Legrand                | Robyn Erbesfield   |
| 1995                             | François Legrand                | Laurence Guyon     |
| 1996                             | François Legrand                | Katie Brown        |
| 1997                             | François Legrand                | Katie Brown        |
| 1998                             | François Legrand                | Liv Sansoz         |
| 1999                             | Eugeny Ovtchinnikov             | Muriel Sarkany     |
| 2000                             | Eugeny Ovtchinnikov             | Muriel Sarkany     |
| 2001                             | Christian Bindhammer            | Muriel Sarkany     |
| 2002                             | Alexandre Chabot                | Sandrine Levet     |
| 2003                             | Alexandre Chabot                | Angela Eiter       |
| 2004                             | Alexandre Chabot                | Angela Eiter       |
| 2005                             | Ramón Julián Puigblanque        | Angela Eiter       |
| 2006                             | Ramón Julián Puigblanque        | Sandrine Levet     |
| 2007                             | Ramón Julián Puigblanque        | Angela Eiter       |
| 2008                             | Patxi Usobiaga                  | Johanna Ernst      |
| 2009                             | Ramón Julián Puigblanque        | Angela Eiter       |
| 2010                             | Ramón Julián Puigblanque        | Kim Jain           |
| 2011                             | Adam Ondra                      | Yana Chereshneva   |
| 2012                             | Ramón Julián Puigblanque        | Angela Eiter       |
| 2013                             | Ramón Julián Puigblanque        | Mina Markovic      |
| 2014                             | Sachi Amma                      | Magdalena Röck     |
| 2015                             | Adam Ondra                      | Hélène Janicot     |
| 2016                             | Adam Ondra                      | Janja Garnbret     |
| 2017                             | Adam Ondra                      | Julia Chanourdie   |
| 2018                             | Adam Ondra                      | Janja Garnbret     |
| 2019                             | Jakob Schubert                  | Mia Krampl         |
| 2020 - non disputato causa Covid |                                 |                    |
| 2021                             | Stefano Ghisolfi                | Mia Krampl         |
| 2022                             | Jakob Schubert                  | Jessica Pilz       |
| 2023                             | Adam Ondra                      | Janja Garnbret     |
| 2024                             | Filip Schenk                    | Jessica Pilz       |

### Arco Rock Legends
| Anno | Salewa Rock Award | La Sportiva Competition Award |
| ---- | ----------------- | ----------------------------- |
| 2006 | Josune Bereziartu | Angela Eiter                  |
| 2007 | Patxi Usobiaga    | David Lama                    |
| 2008 | Adam Ondra        | Maja Vidmar                   |
| 2009 | Chris Sharma      | Kilian Fischhuber             |
| 2010 | Adam Ondra        | Akiyo Noguchi                 |
| 2011 | Adam Ondra        | Ramón Julián Puigblanque      |
| 2012 | Sasha DiGiulian   | Anna Stöhr                    |
| 2013 | Adam Ondra        | Mina Markovic                 |
| 2014 | Muriel Sarkany    | Urko Carmona Barandiaran      |
| 2015 | Alexander Megos   | Adam Ondra                    |
| 2016 | Daniel Andrada    | Mina Markovic                 |
| 2017 | Margo Hayes       | Janja Garnbret                |
| 2018 | Adam Ondra        | Romain Desgranges             |
| 2019 | Albino Marchi     | Bepi Filippi                  |